# Pic de Perdiguere
Pic de Perdiguere (hiszp. Pico Perdiguero) – szczyt w Pirenejach. Leży na granicy między Hiszpanią (prowincja Huesca, w regionie Aragonia) a Francją (departament Górna Garonna). Należy do podgrupy "Benasque" w Pirenejach Centralnych.
Pierwszego wejścia dokonali Friedrich Parrot i Pierre Barrau w 1817 r.